# The Bulletin (Bend)
The Bulletin é o jornal diário de Bend, Oregon, Estados Unidos. The Bulletin Boletim é de propriedade da Western Communications, uma empresa familiar fundada pelo editor Robert W. Chandler. Ao longo dos anos, vários jornalistas conhecidos foram associados ao jornal.

## História

### Estabelecimento
Para iniciar um jornal em Bend, uma impressora e outros itens de equipamento de publicação foram trazidos por terra da plataforma ferroviária de Shaniko por vagões de carga. The Bend Bulletin foi publicado pela primeira vez como um jornal semanal em 27 de março de 1903. Na época, Bend era uma mera aldeia no que era então parte do Condado de Crook . O primeiro editor do jornal foi Max Lueddemann, com Don P. Rea atuando como o primeiro editor. Quando começou, o único outro funcionário do jornal era um impressor chamado AH Kennedy. O escritório do jornal estava localizado em uma cabana rústica na margem leste do rio Deschutes . No verão de 1904, o jornal foi vendido a JM Lawrence. Ele mudou o jornal para um prédio de escritórios no centro de Bend. Nesse ano consolidou-se com o Deschutes Echo, lançado em 1902 na aldeia vizinha de Deschutes (hoje parte da cidade de Bend).

### Transições de propriedade

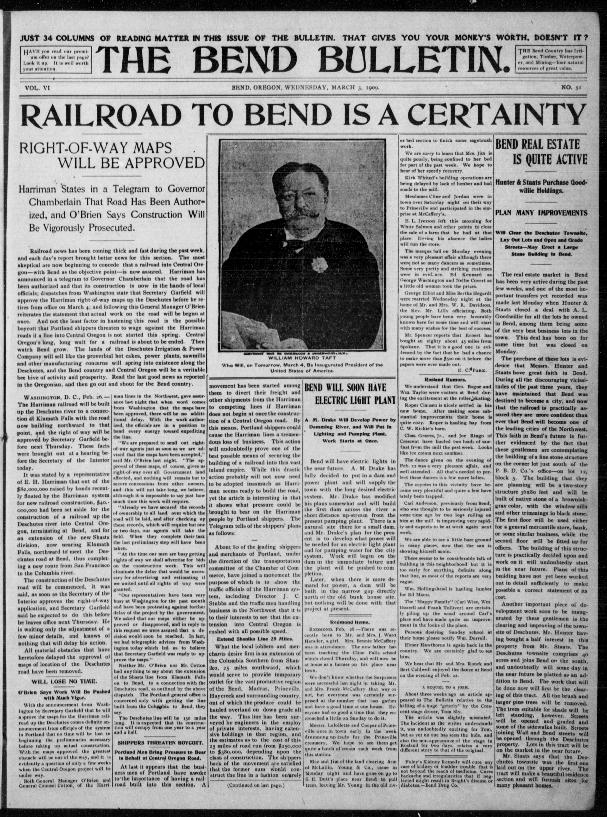
The Bend Bulletin, 3 de março de 1909

Em 1910, George P. Putnam comprou o Bend Bulletin de Lawrence. Embora ele fosse o editor do jornal por apenas quatro anos, Putnam continuou como editor por vários anos. Durante seu mandato, Putnam atuou na política local e estadual e o jornal começou a promover o centro de Oregon fora da área local. Em 1916, o Condado de Deschutes foi esculpido no Condado de Crook; uma campanha liderada pelo The Bulletin foi pelo menos parcialmente responsável. Em 6 de dezembro de 1916, o jornal passou da publicação diária para a semanal.
Robert W. Sawyer comprou o interesse de Putnam no jornal em 1919. Ele contratou Henry Fowler, que possuía uma participação minoritária no jornal, como editor. Sawyer era um conservacionista, que usou sua influência como editor de jornais para ajudar a preservar os recursos naturais do Oregon. Além de publicar o Bend Bulletin, ele serviu como presidente da National Reclamation Association, diretor da American Forestry Association e membro da Oregon Highway Commission. Ele também defendeu o estabelecimento de inúmeros parques estaduais, além de liderar o esforço para preservar as porções essenciais dos Leitos Fósseis de John Day. Sawyer continuou como editor do Bend Bulletin por 34 anos. Em 1953, Sawyer colocou o jornal à venda. Ele recebeu ofertas de várias grandes cadeias de jornais, mas acabou vendendo o jornal para Robert Chandler. Para tornar a compra acessível, Sawyer exigiu apenas um pagamento de US $ 6.000.
Chandler dirigiu o jornal pelos 43 anos seguintes, primeiro como The Bend Bulletin e depois de 1963 como The Bulletin. Durante seu mandato, Chandler trouxe novas tecnologias para a operação do jornal. Logo depois que ele comprou o jornal, ele expandiu as instalações de fotogravação. Em 1956, ele substituiu a prensa plana do papel por uma nova prensa rotativa que imprimia 13.000 seções de 32 páginas por hora. A nova impressora também permitiu que o jornal imprimisse fotografias coloridas.
Em 1966, The Bulletin mudou-se para um novo edifício na Hill Street, na parte sul de Bend. Como parte do movimento, uma nova impressora offset foi instalada. A nova prensa acabou com a necessidade de produzir o tipo de fundição de chumbo quente. Também melhorou a qualidade das fotografias do jornal. Naquele mesmo ano, o The Bulletin começou a usar fotos de serviço de arame para complementar as fotografias tiradas pelos fotógrafos da equipe do jornal. Na década de 1970, o jornal instalou terminais de exibição de vídeo para receber informações eletrônicas dos serviços de notícias. Os monitores de vídeo foram substituídos por computadores alguns anos depois. Uma nova impressora offset Goss Urbanite foi instalada em 1980. Este novo sistema poderia imprimir 20.000 seções por hora.
Em 1988, três repórteres foram presos por transgressão criminosa por tentar obter os registros de impostos de hotel-motel dos Comissários do Condado de Deschutes. Os comissários negaram o acesso aos registros e os repórteres nunca foram processados.
The Bulletin criou seu site, bendbulletin.com, em 1996.
Em 2014, a circulação do jornal foi de 26.986 para a edição de segunda a sexta-feira, 27.253 para o sábado e 27.599 para o domingo.

### Falência e venda
A empresa-mãe da The Bulletin, a Western Communications, passou por uma bancarrota inicial do Capítulo 11 em 2011-2012.
Western Communications pediu uma segunda rodada de proteção à bancarrota do capítulo 11 novamente em janeiro de 2019.  Western Communications arquivou documentos em U. S. Tribunal de Falências em Portland, em junho de 2019, que venderia The Bulletin e Redmond Spokesman ao Rhode Island Suburban Newspapers por pouco mais de US $ 2 milhões.
Em vez de ser vendido diretamente ao Rhode Island Suburban Newspapers, o Bulletin e sua publicação irmã, o Porta-voz de Redmond, foram vendidos em leilão em 29 de julho de 2019 para a EO Media Group, uma editora de jornais com sede no Oregon, num total de US $ 3,65 milhões. A compra do imóvel detido pelos antigos proprietários da Western Communications deveria ser alienada numa transação separada, com a EO Media declarando-se desinteressada nas vendas. Um grupo de investidores privados com sede em Bend mantém uma participação minoritária na propriedade das duas publicações da área de Bend.

## Editores notáveis
Desde a sua fundação, The Bulletin teve um número de editores distintos, incluindo George P. Putnam, Robert W. Sawyer e Robert W. Chandler. Todos os três jornalistas são homenageados no Hall da Fama dos jornais de Oregon . Putnam e Sawyer foram contratados em 1980, pouco depois de o Hall of Fame ter sido criado pela Oregon Newspaper Publishers Association . Chandler foi introduzido em 2006.
Phil Brogan foi outro conhecido jornalista associado ao The Bulletin . Ele foi contratado por Sawyer em 1923, e trabalhou como repórter, escritor e editor pelos próximos 44 anos, ganhando numerosos prêmios por seu trabalho. Ele também foi um ilustre historiador, geólogo, paleontólogo, geógrafo, meteorologista, astrônomo e outdoorsman. Em 1964, Brogan escreveu East of the Cascades, uma importante fonte de informações sobre geologia, geografia e história da região central de Oregon. O miradouro de Phil Brogan perto da lava Butte no monumento vulcânico nacional de Newberry é nomeado em sua honra.
Erik Lukens retornou ao The Bulletin em 2016 para se tornar editor. Ele foi diretor de editorial e comentário no The Oregonian em Portland de 2012 a 2016, levando o documento ao Prêmio Pulitzer de 2014 para comentários. Antes de ingressar na The Oregonian, Lukens ocupou vários cargos de redação no The Bulletin por 14 anos.